# Wargasm (jeu vidéo)
Pour les articles homonymes, voir Wargasm.
Wargasm est un jeu vidéo de stratégie en temps réel et de tir à la troisième personne développé par Digital Image Design et édité par Infogrames, sorti en 1999 sur Windows.

## Accueil
Le site web français Jeuxvideo.com attribue au jeu une note de 17/20.